# Qāḍī Zāda al-Rūmī
Qāḍī Zāda al-Rūmī  ( Bursa, Imperio otomano en 1364- Samarcanda en 1436), cuyo nombre real era Salah al-Din Pasha Musa, que significa "hijo del juez", y apodado  al-rūmī porque vino de Asia menor, una vez parte del Imperio Romano. Fue un astrónomo y matemático turco que trabajó en el observatorio de Gurjani Zij junto al sultán Ulugh Beg y otros astrónomos.
Sus obras son:
- Sharh al-Mulájjas (Comentarios al compendio astronómico de Jaghmini)

- Ashkal Sharh al-Ta'sis (Comentarios sobre la aritmética de Samarcanda)